# Sztruma
A Sztruma (bolgárul Струма [Sztruma], görögül Στρυμόνας [Sztrimonasz], törökül Karasu (am. fekete víz), ógörögül Sztrümón) folyó Bulgária és Görögország területén.

## Földrajzi adatok
A Vitosa déli lejtőjén ered, 2180 m magasan, Bulgáriában, Szófiától 30 km-re délre. Nagyobbrészt délnek folyik és Szalonikitől 75 km-re keletre torkollik az Égei-tengerbe. A folyó bulgáriai vízgyűjtő területe 10 797 km². Hossza 415 km, ebből a Görögországra eső rész 104 km. Közepes vízhozama a bolgár-görög határnál, Marino Pole helységnél 76 m³ másodpercenként. A bulgáriai szakaszon a folyó esése 2120 m, míg a görögországin 60 m. Mellékfolyói a Rilszka és Sztrumica.
Rajta található Bulgáriában a Sztudena- és a Pcselina-víztározó, Görögországban pedig a Kerkini-víztározó.
Jelentős városok a folyó mentén: Pernik, Blagoevgrad és Szandanszki. 

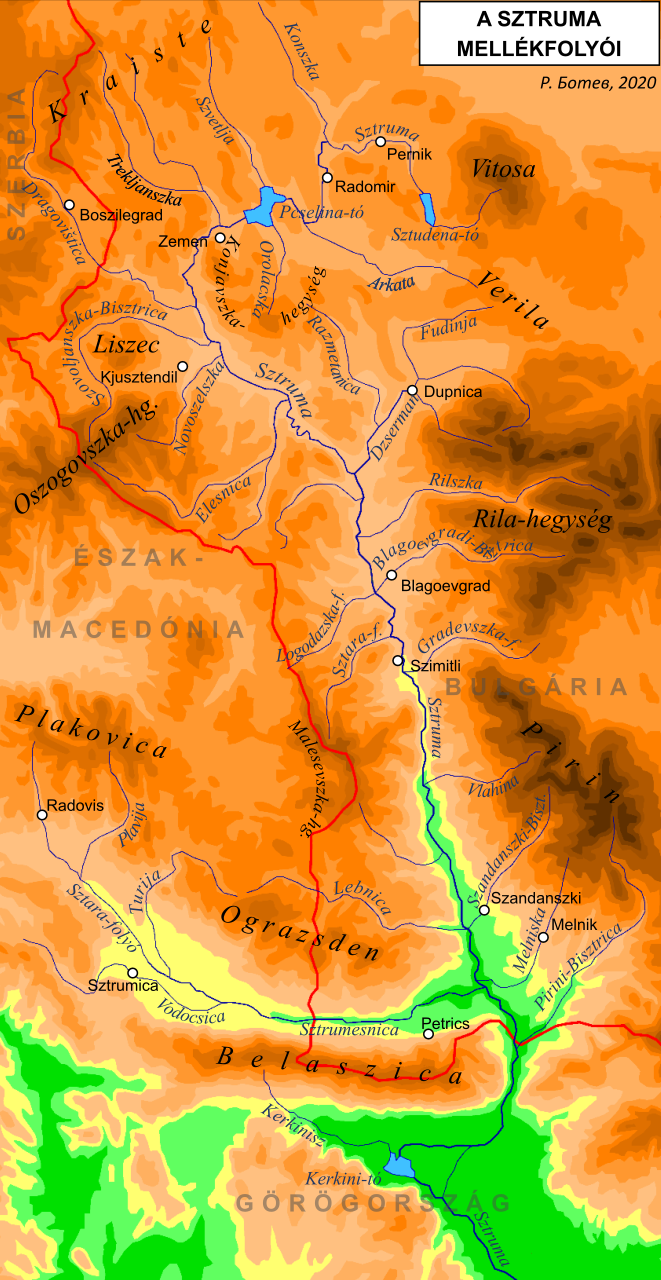
A Sztruma torkolata közelében Amphipolisz felől nézve

## Egyéb

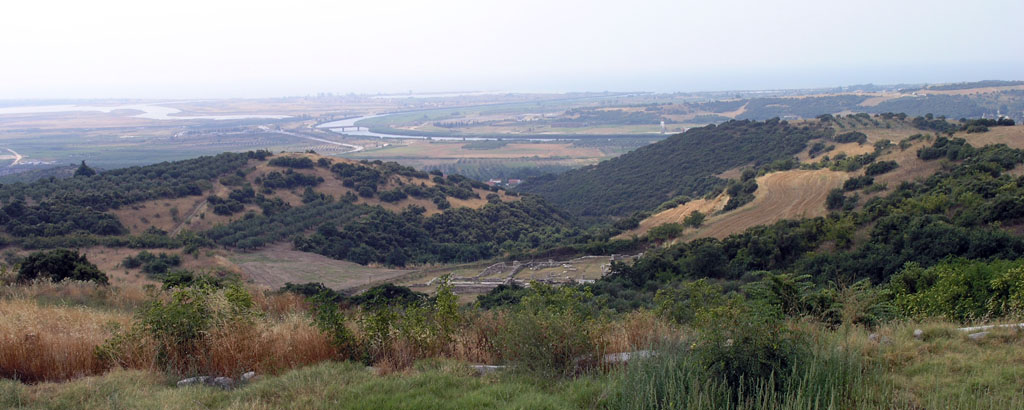
A Sztruma mellékfolyói

- A Sztruma deltájában épült Amphipolisz ókori athéni gyarmatváros Kr. e. 437-ben. 1014-ben a folyó és a Belasica hegység között zajló kleidioni csatában a görögök tönkreverték a bolgár hadsereget.
- A strúma nevű pajzsmirigybetegség a Sztruma folyóról kapta a nevét, mert a folyó mentén a betegség különösen gyakori volt.